# Tomorrow-Reihe
Die Tomorrow-Reihe ist eine Jugendbuchreihe aus sieben Büchern des australischen Autors John Marsden, in denen eine Gruppe Jugendlicher in Australien gegen eine nicht näher definierte Besatzungsarmee kämpft. Hauptfigur ist die Ich-Erzählerin Ellie Linton, die von der Gruppe zur Chronistin der Ereignisse bestimmt wurde.

## Tomorrow, When the War Began/Morgen war Krieg
Ellie Linton, eine auf einer Farm nahe der Stadt Wirrawee lebende Schülerin, beschließt zusammen mit ihrer besten Freundin Corrie McKenzie einen Campingausflug zu unternehmen. Mit dem Landrover von Ellies Vater wollen sie Taylors Stitch, einem Hügelgrat, folgen und dann zu Fuß weiter in den Busch vorstoßen. Corrie ist mit Kevin Holmes zusammen, der sich deshalb der Gruppe anschließt. Weiterhin werden Homer Yannos, Lee Takkam, Fiona Maxwell und Robyn Mathers eingeladen, die alle zusagen. Die Gruppe bricht zu einem Talkessel auf, der „Hölle“ genannt wird. Ein Weg hinunter ist nicht bekannt. Die Jugendlichen schaffen es jedoch, einen Weg hinab zu finden und richten ein Camp ein. Während der folgenden Nacht fliegt eine große Anzahl unbeleuchteter Flugzeuge über sie hinweg. Die Gruppe bemerkt diese zwar, denkt sich aber nichts dabei.
Als sie wieder nach Hause fahren, sind alle Mitglieder ihrer Familien weg, etliche Haustiere sind aufgrund von Wasser- und Nahrungsmangel gestorben. Zutiefst verunsichert berät sich die Gruppe: Schnell ist ihnen klar, dass etwas Außergewöhnliches passiert sein muss. Sie beschließen, in der Dunkelheit das unbeleuchtete Wirrawee zu erkunden. Dabei teilen sie sich auf: Robyn und Lee wollen nach ihren Familien sehen, Homer begleitet Fi zu ihrem Haus und Elli, Corrie und Kevin sollen das beleuchtete Messegelände der Stadt auskundschaften.
Die drei entdecken, dass ein Großteil der Bevölkerung auf dem Messegelände durch nicht näher definierte Truppen gefangen gehalten wird. Schließlich werden die drei entdeckt und unter Feuer genommen. Knapp können sie entkommen. Von Verstärkungen werden sie jedoch in einem Garten in die Enge getrieben. Ellie sprengt mit einem improvisierten Molotowcocktail einen Rasenmäher und tötet dadurch mehrere Gegner. Eine Tat, die sie selbst schockiert.
Am vereinbarten Treffpunkt trifft die Dreiergruppe auf Homer und Fi, Robyn und Lee bleiben jedoch aus. Gemeinsam entschließen sie sich, um den Patrouillen auszuweichen, in der nächsten Nacht nach den beiden zu suchen.
Tatsächlich lokalisieren sie Lee und Robyn dann schließlich. Lee wurde von den Soldaten angeschossen und kann deshalb nicht laufen. Sein Zahnarzt versorgt ihn notdürftig, weigert sich aber, den Jugendlichen darüber hinaus zu helfen. Von ihm erfahren sie, dass die feindlichen Truppen während des australischen Nationalfeiertages angriffen und deshalb einen Großteil der Bevölkerung direkt auf dem Messegelände festsetzen konnten.
Durch die Nutzung eines Müllwagens kann die Gruppe Lee schließlich aus der Stadt schaffen, wobei sie jedoch heftig beschossen werden.
Auf dem Rückweg in die „Hölle“ schließt sich ein Freund Ellies der Gruppe an. Chris hat es geschafft, sich vor den Soldaten in einem Schuppen zu verstecken.
In der Hölle beschließt die Gruppe, aktiv gegen die Invasoren vorzugehen. Da in Cobbler's Bay, einem natürlichen Tiefwasserhafen, ein Brückenkopf der Invasoren ist, fließt ein Großteil ihres Nachschubs durch Wirrawee. Um dies zu stören, wollen die Jugendlichen eine Brücke an der Stadtgrenze von Wirrawee sprengen.
Nachdem sie eine Viehherde in Panik versetzt haben, müssen die gegnerischen Wachen die Brücke räumen. Ellie und Fi parken einen Tanklaster unter der Brücke und zünden diesen an. Durch die nachfolgende Explosion wird diese zerstört.
Da die Vorräte knapp werden, brechen Kevin und Corrie auf, um auf der Farm von Kevins Onkel Vorräte zu beschaffen. Sie werden von einer Patrouille entdeckt. Im anschließenden Feuergefecht wird Corrie verwundet. Kevin beschließt mit ihr zusammen ins Krankenhaus zu fahren, auch auf die Gefahr hin, als Partisan erschossen oder ins Gefängnis geworfen zu werden.

## The Dead Of The Night/Die Toten der Nacht
Nach dem Angriff auf die Brücke, bei dem Corrie schwer verletzt wurde, ist die Stimmung in der Gruppe gedämpft. Schließlich raffen sie sich jedoch auf und brechen Richtung Wirrawee auf. In Wirrawee wollen sie das Krankenhaus infiltrieren, um dort Corrie zu besuchen. Um die Wachen abzulenken, lösen sie einen Feueralarm aus und können in der entstehenden Verwirrung ins Krankenhaus einbrechen. Dort bekommen sie von einer Frau Informationen zur Lage von Corrie. Nach der Verletzung liegt Corrie noch immer im Koma. Kevin wurde zwar von den Soldaten verprügelt, doch ist immer noch am Leben.
Die Gruppe attackiert schließlich einen feindlichen Lastwagenkonvoi, indem sie zuerst selbstgebastelte Krähenfüße in einer Kurve verteilen und die verunglückten Fahrzeuge anschließend mit Molotowcocktails attackieren. Die Attacke ist ein voller Erfolg und die Gruppe kann sich geordnet in die Hölle zurückziehen.
Nach mehreren Wochen Langeweile wollen sie die andere Seite der Hölle erkunden. Da sie bisher immer nur von einer Seite eingestiegen sind, ist ihnen der Großteil des Talkessels unbekannt. Chris erklärt sich bereit, allein zurückzubleiben und das Vieh zu hüten. Ellie überwindet ihre zögernden Bedenken, den schwermütigen Chris, der auch dem Alkohol zuspricht, allein zurückzulassen. Der Rest der Gruppe folgt dem Bach bis zum Ende des Talkessels. Hier entdecken sie eine Möglichkeit, die Hölle zu verlassen.
Nach kurzer Zeit stoßen sie auf ein Camp pseudo-militärisch organisierter Widerstandskämpfer unter der Leitung von Major Harvey. Ellie ist schon zu Beginn misstrauisch, da es die Widerstandskämpfer, welche sich „Harvey's Heroes“ nennen, es an grundlegenden Sicherheitsvorkehrungen mangeln lässt. Die Gruppe der Teenager wird zu Major Harvey gebracht. Harvey reagiert äußerst ungehalten, als er von der Sprengung der Brücke durch die Gruppe erfährt. Seiner Meinung nach seien solche Aktionen ein Indiz für den Mangel an Disziplin, der Australien erst in so eine Lage gebracht habe. Er verpflichtet die Gruppe, sich an die Regeln zu halten.
Das Camp wird mit straffer Disziplin geführt, wobei es eine traditionelle/diskriminierende Arbeitsteilung zwischen den Geschlechtern gibt, was insbesondere Ellie nicht gefällt. Das Zusammenleben im Camp ist wesentlich autoritärer organisiert als das der Jugendlichen. Es stellt sich heraus, dass Harvey's Heroes' vielgepriesene „Aktionen“ gegen den Feind vor allem darin bestehen, unbewachte Fahrzeuge, die mit einer Panne im Busch liegen geblieben sind, abzufackeln.
Als die Männer der Harvey's Heroes aufbrechen, um einen weiteren liegengebliebenen Panzer zu zerstören, sollen die Jugendlichen als Zuschauer zurückbleiben. Aufgrund ihres Mangels an grundlegenden Sicherheitsvorkehrungen laufen Harveys Kämpfer in eine Falle, wobei die meisten von ihnen getötet werden. Auch das Camp wird zerstört. Die Jugendlichen flüchten in den Busch in Richtung Hölle. Es fehlen zunächst noch Fi und Lee, bis Fi schließlich mit einem sie verfolgenden Soldaten der Invasoren auftaucht. Die Gruppe kann ihn jedoch niederschlagen. Wenig später taucht Lee auf. Als dieser den Soldaten sieht, tötet er den Sterbenden mit einem Messer. Er ist zutiefst entsetzt von dem, was die Soldaten in dem Lager der Heroes angerichtet haben. Für Ellie ein weiterer traumatischer Moment.
Schließlich erreicht die Gruppe ohne weitere Probleme ihren Lagerplatz in der Hölle. Als sie dort ankommen, fehlt von Chris jede Spur. Nach mehreren Wochen, längerem Beraten und Suchen nach Chris bricht die Gruppe erneut nach Wirrawee auf. Dort quartieren sie sich in einem Haus ein. Lee und Ellie haben zum ersten Mal Sex. In dem „Nobelvorort“ der Stadt, Fis Nachbarschaft, haben die Invasoren ihr Hauptquartier installiert, hohe Offiziere sind in den Häusern einquartiert. Beim Beobachten der Häuser sieht die Gruppe auch Harvey wieder, der sich mittlerweile der Invasionsarmee angeschlossen hat. Die Jugendlichen brechen, nach einem ersten, fehlgeschlagenen Versuch, erfolgreich und koordiniert in mehrere Häuser ein. Dort drehen sie die Gasheizungen auf, sodass sich ein explosives Luft-Gas-Gemisch bildet. Durch mit Zeitschaltuhren verbundene manipulierte Toaster wird dieses Gemisch schließlich zur Explosion gebracht. Das Ergebnis ist spektakulär, die Gruppe kann unverletzt entkommen. Trotz eines bisher unbekannten Aufwandes an Luftfahrzeugen können die Invasoren die Gruppe nicht aufspüren. Kurz bevor die Gruppe in der Hölle ankommt, findet sie per Zufall Chris. Anscheinend ist dieser betrunken mit dem Landrover, den die Gruppe nahe der Hölle zurückgelassen hatte, in einen Graben gefahren und dabei gestorben. Bei dem Versuch, weiteren Alkohol zu organisieren.

## The Third Day, The Frost/Gegen jede Chance
Während Ellie und die Gruppe nach ihrer Sprengung des Villenviertels von Wirrawee erstmal wochenlang in Deckung gehen, nähern sich Ellie und Lee weiter an.
Schließlich beschließt die Gruppe auf Homers Initiative hin Corrie und Kevin aufzusuchen und falls möglich zu befreien. Auf dem Weg nach Wirrawee bemerken sie, dass das Land zunehmend von Neusiedlern übernommen wird, die in großer Zahl die Farmen der inhaftierten Einheimischen beziehen. Durch dieses Vorgehen der Invasoren entstehen weitere Gefahren für die Gruppe. Einerseits müssen sie noch vorsichtiger sein, andererseits werden sie zunehmend vom Nachschub, den sie sonst aus den verlassenen Farmen bezogen, abgeschnitten.
Die Gruppe beschließt als Nächstes, zum Hafen Cobbler's Bay aufzubrechen, um dort nach Schwachstellen zu suchen. Auf dem Weg sehen sie eine Gruppe einheimischer Zwangsarbeiter, unter denen sich auch Kevin befindet. Sie kontaktieren ihn und erfahren, dass die Gefangenen durch Sippenhaft von der Flucht abgehalten werden. Flieht ein Gefangener, so muss seine Familie darunter leiden. Indem vorgetäuscht wird, dass Kevin in einen Brunnenschacht gestürzt ist und dort gestorben ist, kann die Gruppe Kevin trotzdem befreien.
Kevin ist im Gefangenenlager von einem der Insassen im Gebrauch von Sprengstoffen unterrichtet worden. Er schlägt vor, einen Standardcontainer mit einer Mischung aus Dünger und Treibstoff zu füllen. Sobald dieser Container auf eines der in Cobbler's Bay liegenden Schiffe gebracht wurde, müsste jemand den Sprengstoff zünden, was das Schiff mindestens schwer beschädigen würde.
Die Gruppe will diese Idee ausführen. Nach einigen Tagen Beobachtung entwickelt die Gruppe einen Plan.
Indem durch eine Schafherde ein Konvoi der Invasoren zum Stehen gebracht wird, kann Robyn einen zeitverzögerten Unterbrecher in einen der LKW einbauen. Dieser führt dazu, dass der LKW-Motor nach wenigen hundert Metern versagt. Der LKW wird von den Soldaten zunächst zurückgelassen. Während der Nacht füllt die Gruppe den Container auf dem LKW mit Dünger und Dieseltreibstoff. Ellie und Homer als die besten Schwimmer werden ausgewählt, den Zeitzünder der Bombe zu aktivieren. Die beiden verstecken sich im Container. Am nächsten Morgen wird der LKW von einigen Mechanikern repariert. Der Container wird daraufhin planmäßig auf das Schiff gebracht. Ellie und Homer aktivieren den selbstgebauten Zeitzünder und wollen sich vom Schiff schleichen. Sie werden jedoch entdeckt und müssen flüchten. Beide springen ins Wasser und werden voneinander getrennt. Inzwischen werden sie von einem Hubschrauber und mehreren Schnellbooten attackiert. Durch die Detonation der Düngerbombe im Container werden mehrere Folgeexplosionen ausgelöst, die sowohl das Schiff als auch den Pier und ein benachbartes Schiff schwer beschädigen. Durch die Druckwelle wird zudem der Hubschrauber zum Absturz gebracht, als auch die Boote zerstört.
Ellie schafft es an Land. Am vereinbarten Treffpunkt wird der Rest der Gruppe, inklusive Homer, von einigen Soldaten in Schach gehalten. Ellie erschießt die Soldaten und die Gruppe kann entkommen. Zunächst kann die Gruppe auf einem verlassenen Schrottplatz unterschlüpfen, wo sie auch ein Funkgerät findet, mit dem sie Kontakt nach Neuseeland aufnehmen kann – eines der wenigen Länder, das sich auf die Seite Australiens schlug und aktiv gegen die Invasionsarmee kämpft.
Die erhoffte Evakuierung wird ihnen jedoch verweigert. Wenig später fahren sie in eine Straßensperre und werden gefangen genommen.
Die Gruppe wird in ein Hochsicherheitsgefängnis gebracht und dort voneinander getrennt. Dort werden sie von Major Harvey verhört, der die Verwüstung von Wirrawee überlebt hat. Harvey argwöhnt, dass die Gruppe bloße Hilfskräfte sind, als eigentliche Täter verdächtigt er eine Gruppe neuseeländischer Spezialeinheiten. Insbesondere aufgrund der enormen Effektivität ihrer Attacken glaubt Harvey den Beteuerungen der Gruppe nicht. Da ihre Gasexplosionen in Wirrawee einen sehr hochrangigen Offizier der Invasoren getötet haben, befürchten die Invasoren anscheinend ein Informationsleck, das genutzt wurde, um den Offizier zu lokalisieren und ihn zu töten. Mehr und mehr ist er jedoch überzeugt, dass die Gruppe tatsächlich die gesuchten Partisanen sind.
In einem Militärgerichtsverfahren wird die Gruppe zu langjährigen Haftstrafen verurteilt, als Rädelsführer werden Homer und Ellie zum Tode verurteilt.
Kurz vor der Hinrichtung darf die Gruppe ein letztes Mal miteinander reden. Durch einen Bombenangriff neuseeländischer Flugzeuge kann die Gruppe aus dem Gefängnis entkommen. Nach wenigen Metern wird die Gruppe jedoch von Harvey gestoppt, der gerade auf dem Weg zum Gefängnis war. Indem sie eine erbeutete Handgranate nutzt opfert sich Robyn, um der Gruppe die Flucht zu ermöglichen. Ein abgeschossener neuseeländischer Pilot weigert sich zunächst die Gruppe im für ihn geschickten Rettungshubschrauber mitfliegen zu lassen. Erst als Ellie ihm erzählt, dass sie diejenigen waren, die Cobblers Bay gesprengt haben, wird die Gruppe nach Neuseeland ausgeflogen.

## Darkness, Be My Friend
Die Gruppe lebt seit einiger Zeit in Neuseeland. Durch ihre Erlebnisse haben sie jedoch Probleme sich einzufügen. Als ihnen ein Ausflug mit einem Sumpfboot angeboten wird, geraten sie beim lauten Geräusch des Motors in Panik. Ellie ist in Psychotherapie was ihr zumindest teilweise über ihre posttraumatische Belastungsstörung hinweghilft.
Auf einer Party trifft Ellie Adam, einen neuseeländischen Schüler in ihrem Alter. Als Adam mit ihr Sex hat, wehrt sich Ellie zwar nicht, ist aber nachher von ihrem Handeln abgestoßen und zweifelt an sich selbst.
Die Gruppe wird von einem neuseeländischen Geheimdienstoffizier gebeten eine Gruppe neuseeländischer Kommandosoldaten nach Wirrawee zu begleiten. Sie sollen diesen als Führer dienen, damit diese den inzwischen massiv ausgebauten Flughafen von Wirrawee sabotieren können. Während Ellie panisch reagiert, ist der Rest der Gruppe schnell dazu bereit. Da sie nicht von den anderen getrennt werden möchte, kommt Ellie schließlich mit.
Zunächst verläuft der Auftrag nach Plan. Mit einem Chinook werden die Soldaten und die Gruppe auf der Farm von Ellies Familie abgesetzt. Schnell findet sich Ellie in einer Führungsrolle wieder, was ihr gut gefällt. Sicher gelangt die Gruppe samt der mitgebrachten Vorräte in die Hölle.
Nach wenigen Tagen brechen die Soldaten mit Lee und Ellie als Führer Richtung Wirrawee auf. Sie kommen schnell vorwärts, in der Stadt laufen sie jedoch in einen feindlichen Soldaten. Einer der neuseeländischen Soldaten will den ahnungslosen Soldaten mit dem Messer töten. Ellie gerät daraufhin in Panik und stößt unwillkürlich einen Schrei aus. Zwar kann der Soldat dennoch zum Schweigen gebracht werden, dennoch ist klar, dass Ellie nicht weiter am Einsatz teilnehmen kann. Sie wird von einer Soldatin zurück in die Hölle gebracht.
In den nächsten Tagen wartet die Gruppe auf die Soldaten und Lee. Keiner kehrt jedoch zurück. Die Gruppe macht sich Sorgen, insbesondere Ellie fürchtet durch ihren Schrei die Gruppe zum Tode verurteilt zu haben.
Die Gruppe marschiert nach Wirrawee und findet schließlich Lee, den die Soldaten in der Kirche zurückgelassen haben. Die Soldaten selbst bleiben verschollen. Der Flughafen setzt dabei den Flugbetrieb fort.
Die Gruppe will die Aufgabe der Soldaten selbst ausführen und den Flughafen sabotieren. Um das zu erreichen, wird ein Zwei-Stufen-Plan entwickelt: Einerseits sollen Homer, Kevin und Lee ein Buschfeuer in der Nähe des Flughafens entzünden, das durch den Wind in die Gebäude getrieben würde, andererseits sollen Ellie und Fi den Treibstoff für die Flugzeuge, der außerhalb des Flughafens gelagert wird mit Zucker unbrauchbar machen.
Beide Pläne scheitern schließlich: Während die Jungen sofort unter Feuer genommen werden, als sie das Feuer entzünden wollen, sie vermuten, dass eine Art Radar sie erfasst hatte; werden die Mädchen von den Wachen am Treibstofftank entdeckt und müssen fliehen. Knapp kann die Gruppe entkommen.

## Burning For Revenge
Die Gruppe ist unterwegs, um die Invasoren auszuspähen und eine Gelegenheit für eine ihrer Attacken zu finden.
Auf einem Schrottplatz kriechen sie für kurze Zeit unter. Allerdings werden sie von einem Konvoi der Invasoren überrascht. Ihr einziger Ausweg ist es, sich in einem der LKWs der Soldaten zu verstecken. Das gelingt ihnen gerade so.
Nach einigen Stunden Fahrt finden sie sich in einem großen Hangar wieder, der als Stellfläche für Fahrzeuge der Soldaten gilt. Zu ihrer Überraschung finden sie sich auf dem Flughafen von Wirrawee wieder. Der kleine Provinzflughafen wurde massiv ausgebaut und dient jetzt als Basis für dutzende Kampfflugzeuge. Zudem ist eine starke Garnison auf dem Gelände stationiert. Die Gruppe beschließt diese einmalige Chance zu nutzen und den Flughafen von innen zu attackieren.
Kevin erleidet daraufhin einen Zusammenbruch, katatonisch liegt er in einem der LKWs. Die Gruppe teilt sich auf, um das Gelände auszukundschaften. Ellie schlüpft in die Baracken, in denen die Soldaten stationiert sind, nachdem die Soldaten die Baracken zum Frühstück verlassen haben. In den Baracken wird sie von zwei Offizieren überrascht. Ellie kann sich eine Waffe aus einem Spind nehmen und die beiden Männer töten. Die Gruppe bewaffnet sich mit den Waffen der Soldaten.
Gerade landet eine große Gruppe Kampfflugzeuge. Diese werden sofort von mehreren Tankwagen aufgetankt. Die Gruppe teilt sich auf. Fi, Ellie und der katatonische Kevin steigen in einen LKW, Lee und Homer in einen anderen. Ihr Plan ist es sich mit den Fahrzeugen den Tankwagen zu nähern und dann auf die Tankwagen zu schießen, in der Hoffnung, dass diese explodieren.
Tatsächlich wird die Gruppe jedoch schon etwas früher enttarnt. Ein Jeep nimmt die Verfolgung auf. Ellie rammt ihn und kann so die Tankwagen ungestört unter Beschuss nehmen. Diese explodieren tatsächlich. Allerdings hat Ellie die Wucht der Explosion unterschätzt: Ihr Fahrzeug überschlägt sich. Nur knapp kann sie Fi und Kevin aus dem Fahrzeug bergen. Inzwischen ist durch die Folgeexplosionen die gesamte Startbahn ein Inferno.
Die Gruppe flieht und muss sich dabei mit mehreren Jeeps eine wilde Verfolgungsjagd liefern. Schließlich kann die Gruppe ihre Verfolger töten, allerdings sind weitere Soldaten auf dem Weg. Als letzten Ausweg lässt sich die Gruppe den Fluss hinuntertreiben.
Allerdings haben die Invasoren das vorhergesehen und Soldaten flussabwärts platziert. Die Gruppe kann sich gerade noch verstecken. Allerdings ist Ellie Position so ungünstig, dass sie sich nicht entfernen kann. Um sie zu retten, löst Lee die Handbremse an dem Jeep der Soldaten. Das lenkt sie zwar ab, sodass Ellie ihr Versteck verlassen und zu den anderen stoßen kann. Allerdings muss die Gruppe die Soldaten nun davon überzeugen, dass es sich um einen Unfall und nicht um Sabotage handelt. Ansonsten wäre ihr Vorsprung dahin. Um das zu tun, löst Ellie die Handbremse ein zweites Mal. Die Soldaten sind sichtlich erleichtert, dass es sich um einen Unfall handelt und die Gruppe macht sich in Richtung Stratton auf. In dieser mittelgroßen Stadt verstecken sie sich im Haus von Ellies Großmutter.
Aus etlichen Gemüsegärten können sie sich mit Nahrung versorgen. Kevin nimmt allmählich wieder Notiz von seiner Umgebung. Zu ihrer Überraschung wird die Gruppe kurz darauf von einer Gruppe verwilderter Straßenkinder überfallen, die anscheinend seit Beginn des Krieges auf sich gestellt überlebt haben. Die Kinder stehlen der Gruppe sämtliche Wertsachen.
Später sendet die Gruppe einen Funkspruch an Major Finley, den Geheimdienstoffizier der sie nach Australien zurückgeschickt hatte und berichten von ihrer Attacke auf den Flughafen. Finley bietet ihnen als Anerkennung eine Evakuierung nach Neuseeland an. Die Gruppe lehnt ab. Sie wollen den Kampf weiterführen.

## The Night Is For Hunting
Die Gruppe versteckt sich immer noch in Stratton. Alle müssen immer noch die Geschehnisse auf dem Flughafen verarbeiten. Ellie macht sich Sorgen um Lee, der immer wieder alleine zu nächtlichen Streifzügen aufbricht. Ellie befürchtet, dass Lee auf eigene Faust die Invasoren attackiert. Schließlich folgt sie ihm.
Lee schleicht sich jedoch zu einer Farm der Invasoren, wo er sich mit einem Mädchen trifft. Ellie ist geschockt über diesen Verrat. Im nächsten Moment realisiert sie, dass Lee in eine Falle der Kolonisten gelaufen ist. Diese kreisen gerade die Scheune ein in der Lee mit dem Mädchen verschwunden ist.
Um die Kolonisten abzulenken, zündet Ellie mehrere Heuschober an und lässt einen mit Heu beladenen Wagen brennend in Richtung Scheune rollen. Im Schutze des Wagens schafft sie es in die Scheune, die rasch Feuer fängt. Ellie und Lee schaffen es gerade noch nach Stratton zurück.
Ellie ist tief verletzt und lässt Lee das spüren. Keiner von beiden erzählt dem Rest der Gruppe, was passiert ist.
Ellie beschließt nun, zu versuchen, den Straßenkindern zu helfen. Der Rest der Gruppe ist skeptisch, immerhin reagieren die Kinder ausgesprochen feindselig. Schließlich geht nur Lee mit Ellie zum Versteck der Kinder.
Beide bemerken, dass Soldaten anrücken, um die Kinder zu schnappen. Die Soldaten lassen ihren LKW ein Stück entfernt stehen, während sie sich anschleichen, um die Kinder zu überraschen. Ellie und Lee wollen die Kinder warnen, Lee soll sich zu ihnen schleichen, während Ellie den LKW der Soldaten kapert.
Ellie kann sich tatsächlich des Fahrzeuges bemächtigen, während Lee zusammen mit den Kindern gefangen genommen wird. Ellie fährt daraufhin langsam zu den Soldaten. Die Kinder und Lee werden eingeladen, woraufhin Ellie Gas gibt und den überraschten Soldaten davonfährt.
Nachdem schnell der Rest der Gruppe aufgegabelt wurde, verlässt die Gruppe Stratton und fährt Richtung Hölle. In der Nähe der Hölle fahren sie den LKW in eine Schlucht und machen sich mit den Kindern auf den Weg. Es handelt sich um fünf Kinder, darunter Gavin; ein höchstens elfjähriger Junge, der sich schnell als Problem herausstellt. Während einer längeren Ruhepause, als die Kinder unbeaufsichtigt sind, überzeugt Gavin den Rest der Kinder davon, mit ihm wegzulaufen.
Erst nach mehreren Tagen kann die Gruppe die Kinder wiederfinden. Eines der Kinder ist jedoch gestorben. Mühsam werden die überlebenden Kinder in die Hölle bugsiert.
Durch die erhöhte Anzahl an Personen gehen die Vorräte schnell zur Neige. Fi, Ellie und Homer brechen auf, um in einem von Kolonisten bewohnten Farmgebäude Nahrung zu stehlen. Es kommt jedoch zu einer Komplikation als Gavin ihnen unerlaubt folgt. Notgedrungen nehmen sie ihn mit. Gerade als sie die Nahrung einpacken werden sie in der Küche von den Kolonisten überwältigt. Homer wird im Inneren des Hauses eingesperrt, Ellie, Fi und Gavin in den Kofferräumen verschiedener Autos in der Garage. Ellie kann sich mittels im Kofferraum deponierten Werkzeuges befreien. Nachdem sie den Rest der Gruppe befreit hat beschließt sie Homer zu retten. Gavin und Fi sollen mit einem Motorrad weiter unten an der Straße auf sie warten. Ellie selbst fährt auf einem Motorrad ins Innere des Hauses und kann sich so zu Homer durchschlagen. Nachdem sie einer überfahrenden Wache die Waffe abgenommen hat, schießt sie die Tür zu Homers Zelle auf. Homer und Ellie ziehen eine Schneise der Verwüstung hinter sich her, als sie mit Motorrad wild um sich schießend aus dem Haus flüchten. Im letzten Moment können sie entkommen.
Zurück in der Hölle beginnen Ellie und Fi ein Weihnachtsfest zu organisieren, das ein großer Erfolg wird.
In der nächsten Nacht entdecken Ellie und Homer jedoch eine Patrouille auf dem Tailors Stitch. Beide werden in ein Feuergefecht verwickelt und schaffen es einen Großteil der Soldaten zu töten. Gerade als sie von den Soldaten festgenagelt werden, kommt der Rest der Gruppe hinzu und attackiert die Soldaten von hinten. Sämtliche Soldaten werden getötet.
Die Gruppe meldet das Gefecht nach Neuseeland. Major Finley stellt einen „Besucher“ für die nächste Nacht in Aussicht.

## The Other Side Of Dawn
Der Besucher entpuppt sich als Captain einer neuseeländischen Spezialeinheit. Einerseits versorgt er die Gruppe mit Lebensmitteln und Luxusgegenständen, wie Schokolade andererseits auch mit Schusswaffen und Sprengstoff. Als die Gruppe gerade wieder zur Hölle zurückkehrt, entdecken sie eine Gruppe Soldaten, die sich in den Talkessel abseilen. Obwohl der Soldat Befehl hat sich auf keinen Fall an Kämpfen zu beteiligen, greift die Gruppe ohne ihn an, um Fi und die Kinder zu retten. Die Soldatin, die das Abseilen oben überwacht, wird lautlos überwältigt.
Die Gruppe stürmt nach unten, Kevin bleibt oben und schneidet nach einigen Minuten das Seil durch, an dem noch ein feindlicher Soldat hängt. Durch diese Ablenkung und das Überraschungsmoment kann die Gruppe die feindlichen Soldaten bis auf eine Ausnahme töten. Der einzige Überlebende bricht sich allerdings in einer von Gavin und Jack ausgehobenen Fallgrube das Bein. Die Gruppe bringt ihre Gefangene in die Hölle, fesselt sie und überlässt die beiden Soldaten ihrem Schicksal.
Sie selbst bringen sich in einem kleinen Sumpfgebiet in Sicherheit.
Dort unterrichtet sie der Captain von einem kurz bevorstehenden Großangriff der Neuseeländer. Um diesen zu unterstützen, sollen alle Partisanengruppen neu ausgerüstet werden und hinter der Frontlinie Anschläge verüben. Zu diesem Zweck soll der Captain der Gruppe unter anderem den Umgang mit Plastiksprengstoff beibringen. Hier zeigt sich, wie sehr der Krieg die Gruppe schon verändert hat. Als der Captain so tut, als wäre es hochgefährlich, den Sprengstoff fallen zu lassen, und dann „aus Versehen“ den Sprengstoff fallen lässt, werfen sich Ellie und ihre Freunde blitzschnell zu Boden und legen binnen weniger Sekunden mehrere Meter hinter sich, um der „Explosion“ zu entkommen. Tatsächlich hat der Captain sich nur einen Spaß erlaubt: Plastiksprengstoff ist nur durch einen Zünder zur Explosion zu bringen.
Die Gruppe schafft es schließlich den Captain zu überreden, die Kinder mitzunehmen. Nur unter großem Widerwillen lassen sich die Kinder in der nächsten Nacht in den Hubschrauber bugsieren, der den Captain zur nächsten Partisanengruppe bringt. Allerdings hat sich Gavin absichtlich zurückfallen lassen, um bei der Gruppe zu bleiben.
Notgedrungen nimmt ihn die Gruppe mit. Sie beschließen eine Tankstelle anzugreifen, wo regelmäßig große Lastwagenkonvois abgefertigt werden. Indem sie Wachen ihre Uniform abnehmen, können sie sich den gewaltigen, unterirdischen Tanks der Tankstelle nähern. Dort platzieren sie eine Ladung Plastiksprengstoff. Die folgende Explosion ist gigantisch und löscht nicht nur die Tankstelle, den Konvoi und etliche Soldaten, sondern auch weite Teile des Busches aus. Ellie wird von den anderen getrennt und muss, von Soldaten gejagt, notgedrungen auf einen Zug aufspringen, der auf einem nahegelegenen Gleis fährt. Nachdem sie einige Soldaten ausgeschaltet hat, die ebenfalls auf den Zug aufgesprungen waren, springt sie ab und platziert eine Sprengladung an den Schienen. Sie kann damit sogar einen Zug sprengen. Auf der Flucht wird sie allerdings angeschossen und entdeckt. Die wütenden Soldaten prügeln auf sie ein, bis ein Offizier das unterbindet.
Ellie wird in ein Krankenhaus verlegt, wo sie behandelt wird. Wie sich herausstellt, will sich der Offizier für den Fall von Kriegsgerichtsprozessen absichern. Ellie soll sein Persilschein sein. Er erklärt ihr, dass ihre Freunde tot seien, was Ellie in tiefe Depressionen stürzt.
Als Ellie für gesund erklärt wird, wird sie in ein Gefangenenlager verlegt. Hier sind knappe Rationen, sadistische Wärter und Mord und Vergewaltigung durch diese an der Tagesordnung. Um sich vor Vergewaltigung zu schützen, waschen sich die Frauen des Lagers nicht mehr und tun alles, um unter dem Radar der enorm gewalttätigen Wärter zu bleiben. Ellie allerdings ist in konstanter Gefahr: Sie ist eine gesuchte und zum Tode verurteilte Partisanin. Nur weil sich der Offizier für Ellie eingesetzt hatte, und weil sich das Gericht scheute, im Angesicht des Kriegsendes und eventueller Kriegsverbrechertribunale ein Todesurteil auszustellen, ist sie überhaupt dem Tode wegen der Sprengung der Eisenbahn entkommen – allerdings nur, weil Ellie einen falschen Namen angab. Sie selbst ist jedoch wegen ihrer früheren Sabotageakte und ihrem Gefängnisausbruch immer noch gesucht. Als eine frühere Bekannte Ellies diese äußerst lautstark und glücklich mit ihrem Namen anspricht, ist ihr klar, dass sie fliehen muss. Im Lager gibt es eine Art Untergrundrat, der ihr dabei hilft. Vor kurzem ist ein an AIDS erkrankter Gefangener gestorben. Da die Wachen panische Angst vor dem Virus haben, können sie davon überzeugt werden, dass die Leiche unbedingt außerhalb des Lagers verbrannt werden müsste. Zusammen mit dem Gefangenenarzt und der Leiche wird Ellie, eingenäht in eine Matratze, aus dem Lager geschmuggelt.
Ellie wird jedoch entdeckt und muss zu Fuß flüchten. Das Schicksal des Arztes, der ihr half, bleibt unklar. Ellie schafft es schließlich, sich zu einem anderen Lager durchzuschlagen. Im Lager erfährt sie, dass hier ihre Mutter festgehalten wird. In diesem Lager, das aus einer Gruppe Mietshäuser besteht, drängt gerade eine Menschenmenge nach draußen. Über ein verstecktes Radio haben die Lagerinsassen erfahren, dass der Krieg gerade beendet wurde. Sie fordern ihre Freilassung. Der intelligente Kommandant des Lagers versichert ihnen, dass sie freigelassen werden würden, sobald die Details geklärt seien. Allerdings sollen nun alle in ihre Häuser zurückkehren. Ellie nutzt die Chance, gibt sich als Flüchtige dieses Lagers aus und gelangt so ins Innere. Auch wenn den Wachen schon wenige Sekunden später auffällt, dass sie Ellie noch nie gesehen haben, so wird sie im Lager zunächst geduldet, um keine Probleme zu erschaffen.
Ellie findet ihre Mutter, die allerdings katatonisch ist und von Ellie gepflegt werden muss.
Ellie und ihre Mutter sind unter den Ersten, die aus dem Lager entlassen werden, vor allem, um sich Ellie vom Hals zu schaffen, werden sie von den Wachen in den ersten Bus gesteckt. Auch Ellies Vater, der in einem anderen Lager inhaftiert war, kommt bald nach Hause. Ellie, die sich darauf gefreut hatte, Verantwortung an ihre Eltern abzugeben, muss jetzt damit klar sein, dass ihre Eltern schwer traumatisiert sind und dies wesentlich schlechter verarbeiten konnten als sie selbst. Statt wieder Kind sein zu können, muss Ellie nun den Großteil der Arbeit und Verantwortung auf der Familienfarm übernehmen.
Der Friedensschluss ist durchaus umstritten. Um Frieden zu schaffen, wurde knapp die Hälfte des Landes an die Invasoren abgetreten. Ellies Farm steht nun an der Grenze zum Land der Invasoren.
Wie sich herausstellt, haben ihre Freunde den Krieg sehr wohl überlebt. Indem sie ihre Waffen versteckten und sich als unschuldige Flüchtlinge ausgaben, landeten sie in einem relativ guten Gefängnis, wo sie auf das Kriegsende warteten.
Nach dem Krieg zerbrechen die Freundschaften der Gruppe mehr oder weniger. Zu Fi und Homer hat Ellie mehr oder weniger regelmäßigen Kontakt, zu Kevin kaum welchen. Lee ruft regelmäßig an, aber vor allem weil er einsam ist. Ellie hat kaum noch Gefühle für ihn, allerdings bemitleidet sie Lee, der sich um seine jüngeren Geschwister kümmern muss und seine Träume begraben musste. Die Kinder, die die Gruppe aufgenommen hat, werden von ihren Familien wieder aufgenommen. Gavin allerdings lebt auf Ellies Farm, da seine Familie nicht gefunden werden konnte. Allerdings ist er aufgrund seiner Erfahrungen äußerst schwierig und prügelt sich fast jeden Tag mit seinen Klassenkameraden. Ellie selbst hat tiefe psychische und physische Wunden davongetragen und versucht, einen Tag nach dem anderen zu bewältigen.

## Die Gruppe

### Ellie Linton
Ellie ist die Chronistin der Gruppe und schreibt ihre Erlebnisse nieder. Sie kommt von einer Farm, auf der sie von klein auf mitgearbeitet hat. Das hat ihr einige später sehr nützliche Fähigkeiten verschafft.
Sie ist eine starke und unabhängige junge Frau, die sich sehr oft selbst hinterfragt. In der Gruppe übernimmt sie oft eine Anführerrolle. Während des Krieges verändert sie sich sehr stark. Zum einen sind da die physischen Verletzungen, zum anderen und wesentlich schwerwiegender sind die psychischen. Ellie leidet an einer posttraumatischen Belastungsstörung mit Flashbacks und Albträumen.
Ihre beste Freundin ist Corrie. Mit Lee hat sie eine on-off-Beziehung, die jedoch nach dem Krieg zerbricht.

### Corrie Mackenzie
Corrie ist die beste Freundin von Ellie, die in Stresssituationen eine ungeahnte Stärke zeigt. Im ersten Buch wird sie angeschossen und fällt in ein Koma, aus dem sie nie wieder erwacht.
Sie ist mit Kevin Holmes zusammen.

### Homer Yannos
Homer ist ein sehr wilder junger Mann, der ständig Blödsinn im Kopf hat. Er ist auf der Nachbarsfarm unweit von Ellies Zuhause aufgewachsen, die beiden sind auch gut befreundet.
Praktisch von Anfang an übernimmt er eine Anführerrolle, was ihn oft auf Konfrontationskurs mit Ellie bringt. Als Erster innerhalb der Gruppe fordert er, den Kampf gegen die Invasoren aufzunehmen. Viele Vorsichtsmaßnahmen und Aktionen der Gruppe gehen auf seine Initiative zurück.

### Fiona Maxwell
Fiona, oder Fi ist ein Stadtkind, weshalb sie oft von den anderen, die alle vom Land stammen, aufgezogen wird. Sie ist zu Beginn eine wahre Barbie, die nicht einmal für einen Campingausflug richtig packen kann. Allerdings zeigt sich später immer wieder ihre Stärke.
Zwischen ihr und Homer gibt es eine on-off-Beziehung.

### Lee Takkam
Lee ist ein sehr ernster, ruhiger junger Mann asiatischer Herkunft. Seine Eltern kamen als Boatpeople aus Vietnam. Schon von klein auf hat er im Restaurant seiner Eltern ausgeholfen. Er kann sehr gut Violine spielen und ist sehr musikalisch. Auch sonst ist er künstlerisch begabt und malt beispielsweise.
Der Krieg verändert ihn vermutlich am stärksten. Er zeigt von allen den stärksten Hass auf die Invasoren und wird zunehmend skrupellos. Insbesondere nachdem er erfahren hat, dass er seine Eltern verloren hat, verliert er die meisten Hemmungen.
Mit Ellie hat Lee eine Beziehung, aus der sie sich jedoch immer wieder zurückzieht. Zwischendurch hat er ein Verhältnis mit der Tochter eines Kolonisten, das jedoch beendet wird, nachdem sie ihn verraten hat, und er der Falle nur dank Ellies Hilfe entkommen kann.
Nach dem Krieg muss er sich um seine kleinen Geschwister kümmern, was dazu führt, dass er die meisten seiner Träume begraben muss.

### Robyn Mathers
Robyn ist die Tochter eines Pfarrers und sehr gläubig. Sie ist sportlich und sehr willensstark.
Im dritten Buch rettet sie den anderen das Leben, indem sie sich neben einem Feind mit einer Handgranate in die Luft sprengt.

### Kevin Holmes
Kevin sieht sich selbst als harten Kerl und ganzen Mann, hat jedoch unter Stress Probleme, sich zusammenzureißen. Beim Angriff auf den Flughafen verfällt er sogar in einen katatonischen Zustand.
Kevin ist in einer Beziehung mit Corrie.
Als er für einige Zeit von den Invasoren gefangen genommen wird, kommt er in ein Internierungslager. In diesem Lager wird er von einem anderen Gefangenen im Umgang mit Sprengstoffen ausgebildet. Als er mithilfe der Gruppe seinen Tod vortäuschen und so aus der Gefangenschaft fliehen kann, nutzt die Gruppe diese Fertigkeiten um einen Bombenanschlag auf den Hafen in Cobblers Bay durchzuführen.

### Chris Lang
Chris ist ein sehr stiller, introvertiert junger Mann. Er schloss sich der Gruppe kurz nach Kriegsausbruch an und zieht sich im Laufe des Krieges immer weiter zurück. Er schreibt Gedichte und ist allgemein sehr intelligent. Im Laufe des Krieges tendiert er immer mehr zum Alkoholmissbrauch.
Er stirbt, als er betrunken einen Unfall baut.

## Weitere Charaktere

### Major Harvey
Harvey war bis zur Invasion stellvertretender Schuldirektor und ist ehemaliger Reservist. Als solcher führt er eine Gruppe „Widerstandskämpfer“ an, die „Harveys Heroes“. Obwohl Harvey sich selbst als neuen Napoleon sieht, sind seine „Soldaten“ doch nicht besonders erfolgreich. Die meisten von ihnen werden getötet, als sie in einen simplen Hinterhalt der Invasoren laufen.
Harvey wechselt die Seiten und beginnt als Kollaborateur Angst und Schrecken in den Gefangenenlagern zu verbreiten. Unter seiner Führung werden alle Polizisten, Reservisten und Führungspersönlichkeiten aus den Lagern geholt und gefoltert, einige verschwinden für immer. Später leitet er auch Ellies Verhör. Als er die Gruppe bei ihrer Flucht aufhalten will, wird er von Robyn mit einer Handgranate getötet.

### Gavin
Gavin ist ein vielleicht zehn Jahre alter Kriegswaise, der mit einer Gruppe Kinder seit dem Beginn der Invasion im vom Krieg zerstörten Stratton überlebt hat.
Gavin ist taub, was ihn aber nicht daran hindert eine Führungsposition unter den von der Gruppe geretteten Kindern einzunehmen. Er ist stur und äußerst waghalsig. Der Krieg hat ihn schwer traumatisiert, was sich bei ihm in einerseits in Rebellion gegen jede Art der Autorität und anderseits in einer Lust an Gewalt äußert.
Nach dem Krieg werden seine Eltern nicht wiedergefunden, sodass er mit Ellies Familie auf ihrer Farm lebt. In der Schule hat er aufgrund seines aggressiven Verhaltens Probleme und ist allgemein schwierig im Umgang.

## Die Invasoren
Die Nationalität der Invasoren wird nie geklärt oder weiter thematisiert. Es wird angedeutet, dass ihr Land überbevölkert und arm ist. Der Reichtum Australiens und vor allem die große Fläche sei der Grund für die Invasion gewesen. Klar ist, dass die Invasoren keinesfalls eine große, moderne Armee unterhalten. Stattdessen gibt es neben einigen wenigen gut ausgebildeten und ausgerüsteten Einheiten eine Vielzahl an eingezogenen Soldaten. Darunter sind sowohl ältere, als auch sehr junge Jahrgänge. Frauen und Männer sind anscheinend gleichwertig in den Streitkräften vertreten, auch wenn die Männer in der Überzahl zu sein scheinen. Diese zweitklassigen Soldaten sind im Allgemeinen erheblich schlechter ausgerüstet und in Furcht vor eventuellen Partisanen.
Die Invasoren haben die Zivilbevölkerung in Lagern interniert, in denen sehr schlechte Bedingungen herrschen. Diese Bedingungen werde im Laufe der Zeit immer schlechter, verschärft wird das durch Massenverhaftungen und -folterungen.
Nachdem die Invasoren das Land beherrschen, wird das Land relativ rasch von Kolonisten übernommen. Dabei wird das Land sehr dicht besiedelt, Häuser, die früher eine Familie beherbergten, werden nun von drei bis vier bewohnt. In den Städten werden insbesondere die reicheren Stadtviertel als Unterkunft für die Offiziere genutzt.
Die Invasoren werden vor allem durch Neuseeland militärisch attackiert, andere Länder unterstützen Neuseeland jedoch diplomatisch und mit Material. Später greift auch Papua-Neuguinea auf Seiten Australiens in den Konflikt ein.
Nach anfänglichen Erfolgen der Invasoren gegen die Neuseeländer können die Neuseeländer nach der Zerstörung von Cobblers Bay und des Flughafens in Wirrawee zumindest in dieser Provinz an Boden gewinnen.

## Verfilmung
2010 wurde der erste Roman der Reihe als Tomorrow, When the War Began verfilmt. Die Verfilmung hält sich dabei recht eng an die Romanvorlage. Unterschiede zum Buch sind beispielsweise die Art, wie Corrie verletzt wird. Im (ersten) Buch wird sie bei ihrer gemeinsamen Suche mit Kelvin nach Frettchen durch gegnerische Soldaten auf der Farm von Kevins Onkel angeschossen; im Film hingegen erleidet sie eine Schussverletzung, nachdem die Gruppe die Brücke gesprengt hat.
Zwei geplante Nachfolger wurden, insbesondere aufgrund des geringen Erfolges (in Australien wurde weniger als die Hälfte des 27 Millionenbudgets eingespielt, im Ausland weniger als 3 Millionen), nicht realisiert (Stand Mai 2014).

## Titel
- Tomorrow, When the War Began. 1994.
  - deutsch: Morgen war Krieg. Ueberreuter Verlag, 1997, ISBN 3-8000-2513-2.
- The Dead Of The Night. 1994.
  - deutsch: Die Toten der Nacht. Ueberreuter Verlag, 1998, ISBN 3-8000-2555-8.
  - deutsch: Ein endloser Albtraum. Carlsen Verlag, 2008, ISBN 978-3-551-36695-5.
- The Third Day, The Frost. 1995.
  - deutsch: Gegen jede Chance. Ueberreuter Verlag, 1999, ISBN 3-8000-2580-9.
- Darkness, Be My Friend. 1996.
- Burning For Revenge. 1997.
- The Night Is For Hunting. 1998.
- The Other Side Of Dawn. 1999.